# Wakkas
Wakkas (arab. وقاص) – miejscowość w Jordanii, w muhafazie Irbid. W 2004 roku liczyła 5214 mieszkańców.

## Położenie
Wakkas położone jest w depresji Doliny Jordanu, na północy Jordanii. Leży na wschodnim brzegu rzeki Jordan, w otoczeniu pól uprawnych. W pobliżu znajdują się wioski Az-Zimalijja, Al-Kulajat i Kalla’at.
W odległości około 2 km na zachód od miasta przebiega granica jordańsko-izraelska. Po stronie izraelskiej znajdują się moszawy Jardena i Bet Josef, oraz kibuc Chamadja.